# Pietrowo (Białoruś)
Pietrowo (biał. Пятрова; ros. Петрово) – wieś na Białorusi, w obwodzie mińskim, w rejonie miadzielskim, w sielsowiecie Słoboda.
Dawniej używana nazwa – Piotrowo.

## Historia
W czasach zaborów zaścianek w granicach Imperium Rosyjskiego.
W dwudziestoleciu międzywojennym wieś leżała w Polsce, w województwie wileńskim, w powiecie duniłowickim (od 1926 postawskim), w gminie Miadzioł, a następnie w gminie Żośna.
Według Powszechnego Spisu Ludności z 1921 roku zamieszkiwało tu 49 osób, wszystkie były wyznania prawosławnego i zadeklarowały białoruską przynależność narodową. Było tu 7 budynków mieszkalnych. W 1931 w 7 domach zamieszkiwało 49 osób.
Wierni należeli do parafii rzymskokatolickiej w m. Wesołucha i prawosławnej w m. Stare Haby. Miejscowość podlegała pod Sąd Grodzki w Miadziole i Okręgowy w Wilnie; właściwy urząd pocztowy mieścił się w Słobodzie Żośniańskiej.
Po agresji ZSRR na Polskę w 1939 roku wieś znalazła się w granicach BSRR. W latach 1941–1944 była pod okupacją niemiecką. Następnie leżała w BSRR. Od 1991 roku w Republice Białorusi.